# Petrus Wolfart
Petrus Wolfart (* 11. Juli 1675 in Hanau; † 3. Dezember 1726 in Kassel) war ein deutscher Mediziner, Professor für Medizin und Physik an der Universität Marburg und Mitglied der Gelehrtenakademie „Leopoldina“.
Petrus Wolfart besuchte das Gymnasium in Hanau. 1693 immatrikulierte er sich an der Universität in Gießen für das Studium der Medizin und hörte Vorlesungen bei Michael Bernhard Valentini. 1696 erfolgte die medizinische Promotion. Er war danach zunächst Physicus in Gießen und später öffentlicher Professor der Anatomie und Experimentalphysik in Hanau. Er avancierte zum ordentlichen Professor für Medizin und Physik an der Universität Marburg und wurde Hessen-Kassel'scher Hofarzt. Er gehörte der evangelischen Konfession an.
Sein Vater war Christoph Joachim Wolfart, Professor für Physik und Medizin am Gymnasium in Hanau. Die Mutter war Barbara Elisabeth Schunck. 
Im Jahr 1700 heiratete Petrus Wolfart Marie van de Velde.
Petrus Wolfart wurde am 4. Mai 1708 unter der Matrikel-Nr. 278 mit dem akademischen Beinamen POLYAENUS I. als Mitglied in die Deutsche Akademie der Naturforscher Leopoldina aufgenommen.

## Werke
- mit Michael Bernhard Valentini: Discursus Academicus De China Chinae. Gießen 1695.
- Dissertatio Medica Inauguralis De Febre Haemoptoica. Ad Praxin Clinicam accommodata. Gießen 1696.
- Thermarum Embsensium nova delineatio. Kassel 1715.
- Historia Naturalis Lapidum … Hassiae Inferioris. Der Naturgeschichte des Nieder-Fürstenthums Hessen Theil … Harmes, Kassel, Ps. 1, 1719 (Digitalisat).